# Zamek Someries
Zamek Someries to ruiny zamku z epoki Tudorów, położone w pobliżu Luton, w hrabstwie Bedfordshire, w Wielkiej Brytanii. Nazwa zamku wywodzi się od Williama de Somery, przedstawiciela rodziny posiadającej ziemię w tym obszarze. Prace nad budową zamku rozpoczęły się około 1440 roku pod egidą barona Johna Wenlocka. Mimo że zamek nigdy nie został dokończony, jest uznawany za jeden z pierwszych budynków w Anglii, w których na szeroką skalę wykorzystano cegłę jako główny materiał budowlany, co czyni go ważnym elementem historii architektury brytyjskiej.

## Historia
Zamek został zbudowany XV wieku przez barona Wenlocka w miejscu wcześniejszej XIII-wiecznej rezydencji Williama de Somery. Po śmierci barona w 1471 roku majątek przeszedł w ręce Thomasa Rotherhama, biskupa Lincoln i późniejszego arcybiskupa Yorku. Mimo ambitnych początków, zamek nigdy nie został ukończony. Inwentarz z 1606 roku wskazuje na częściowo funkcjonalną rezydencję z 20 pomieszczeniami oraz warsztatem kowalskim. Ponadto, zapisy z 1616 roku wspominają wielki gołębnik, a dane z podatku kominkowego z 1671 roku odnotowują 23 kominki. Zamek uległ znacznej rozbiórce w 1742 roku.

## Architektura
Pozostałości zamku Someries obejmują bramę wjazdową i kaplicę oraz mury sięgające 10m tworząc północno-zachodnie skrzydło rezydencji magnata. Bramę wjazdową flankują półoktagonalne bastiony po obu stronach wejścia, prowadzące do tego, co byłoby zamkniętym dziedzińcem. Kaplica, mierząca 16 metrów na 5 metrów, zawiera duże okno w stylu perpendykularnym. Obszar głównej rezydencji jest zbudowany na nasypie ziemnym.

## Ogrody
Ogrody zamku, datowane na XVI i XVII wiek, reprezentowane są przez prostokątne nasypy ziemne, z centralnym kwadratowym kopcem i otaczającymi je poziomymi obszarami. Ogrody te pierwotnie były uważane za część XIII-wiecznego miejsca otoczonego fosą. Wykopaliska z 1969 roku ujawniły tam ceramikę z XIII do XVI wieku.